# Antirrhea rodwayi
Antirrhea rodwayi är en fjärilsart som beskrevs av Hall 1939. Antirrhea rodwayi ingår i släktet Antirrhea och familjen praktfjärilar. Inga underarter finns listade i Catalogue of Life.